# Djadug Djajakusuma
Djadug Djajakusuma (także Djaduk Djajakusuma, Djadoeg Djajakoesoema; ur. 1 sierpnia 1918 w Parakan, zm. 28 października 1987 w Dżakarcie) – indonezyjski reżyser, scenarzysta i aktor; popularyzator sztuki tradycyjnej.

## Filmografia
- Enam Djam di Jogja (1951) – jako scenarzysta
- Embun (1951) – jako scenarzysta
- Dosa Tak Berampun (1951) – jako scenarzysta
- Terimalah Laguku (1952) – jako reżyser
- Harimau Tjampa (1953) – jako reżyser i scenarzysta
- Mertua Sinting (1954) – jako reżyser
- Putri dari Medan (1954) – jako reżyser
- Arni (1955) – jako reżyser
- Tjambuk Api (1958) – jako reżyser
- Pak Prawiro (1958) – jako reżyser i scenarzysta
- Pedjuang (1960) – jako kierownik produkcji
- Lahirnya Gatotkatja (1960) – jako reżyser i scenarzysta
- Mak Tjomblang (1960) – jako reżyser i scenarzysta
- Masa Topan dan Badai (1963) – jako reżyser
- Rima Bergema (1964) – jako reżyser
- Bimo Kroda (1967) – jako reżyser
- Api di Bukit Menoreh (1971) – jako reżyser
- Malin Kundang (Anak Durhaka) (1971) – jako reżyser
- Api Dibukit Menoreh (Gugurnya Tohpati) (1971) – jako reżyser
- Bang Kojak (1977) – jako producent
- Perempuan Dalam Pasungan (1980) – jako Pak Prawiro